# 彩虹QQ
彩虹QQ，基于腾讯QQ的增强软件，具有显示好友IP地址及是否为隐身状态的功能。以外挂的形式存在，安装彩虹QQ需要先安装正版腾讯QQ。

彩虹QQ界面

## 软件功能
- 显示聊天好友的IP地址
- 探测隐身好友并蓝名提示
- 支持火星文输入

## 争议
- 彩虹QQ能显示好友IP地址以及隐身状态，备受QQ用户欢迎，成为继珊瑚虫QQ后新一代的显IP的腾讯QQ外挂。但同时也导致用户隐私泄露，使很多QQ用户，特别是QQ隐身登陆的用户感到困扰。[1]为封杀彩虹QQ，腾讯公司被迫放弃多项查隐身好友业务。[2][3]
- 彩虹QQ的老板为51.com，这点彩虹团队先否认后又承认。[4]
- 有消息称彩虹QQ与腾讯的争执源于51.com与腾讯的利益冲突。

## 相关链接
彩虹显IP官方网站 （页面存档备份，存于）